# Navi da recupero della NASA

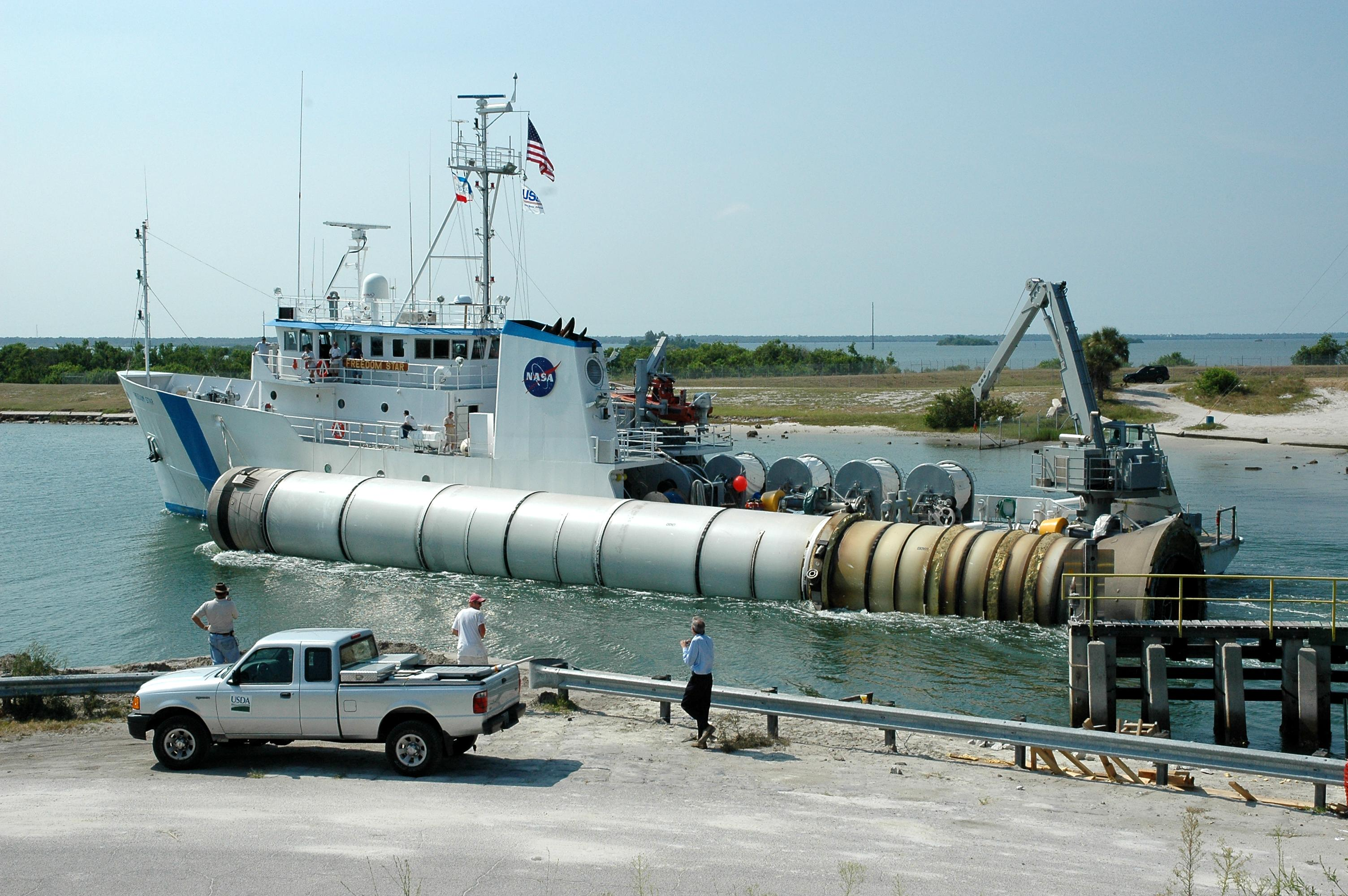
Gli SRB della missione STS-114 recuperati e trasportati a Cape Canaveral

Le NASA recovery ship (navi da recupero della NASA) sono due navi, la MV Liberty Star e la MV Freedom Star che sono usate per il recupero dei Solid Rocket Booster (SRB) a seguito di un lancio di una missione dell'Space Shuttle.

## Caratteristiche
Le navi sono state costruite dalla Atlantic Marine Shipyard presso Fort George Island in Florida, e consegnate nel gennaio del 1981. Sono spinte da due motori principali che gli forniscono la potenza di 2,900 cavalli (2.2 MW) e sono capaci di trainare circa 27.000 kg per ciascuna.

## Attività
Al di fuori delle loro missioni abituali, Liberty Star e Freedom Star sono state occasionalmente utilizzate per altri scopi. A partire dal 1998, le navi hanno incominciato a portare il Serbatoio esterno dalla loro fabbrica a New Orleans (Louisiana) verso il Vehicle Assembly Building presso il Kennedy Space Center in Florida.  Le navi continueranno questo compito quando sarà operativo il razzo Space Launch System dopo il ritiro dello Shuttle, previsto per il 2011.
Le navi hanno, inoltre, partecipato occasionalmente a supporto di missione di ricerca scientifica, incluse le ricerche della National Oceanic and Atmospheric Administration e di alcune università. Le navi sono normalmente ancorate una vicino all'altra nei pressi della Solid Rocket Booster processing facility nella Cape Canaveral Air Force Station in Florida.  satellite image